# Le Plessis-Pâté
Le Plessis-Pâté és un municipi francès, situat al departament de l'Essonne i a la regió de Illa de França. L'any 2007 tenia 3.921 habitants.
Forma part del cantó de Ris-Orangis i del districte de Palaiseau. I des del 2016 de la Comunitat d'aglomeració Cœur d'Essonne.

## Demografia

### Població
El 2007 la població de fet de Le Plessis-Pâté era de 3.921 persones. Hi havia 1.298 famílies, de les quals 222 eren unipersonals (103 homes vivint sols i 119 dones vivint soles), 413 parelles sense fills, 576 parelles amb fills i 87 famílies monoparentals amb fills.
La població ha evolucionat segons el següent gràfic:
Habitants censats

### Habitatges
El 2007 hi havia 1.333 habitatges, 1.298 eren l'habitatge principal de la família, 13 eren segones residències i 22 estaven desocupats. 1.181 eren cases i 149 eren apartaments. Dels 1.298 habitatges principals, 1.083 estaven ocupats pels seus propietaris, 197 estaven llogats i ocupats pels llogaters i 18 estaven cedits a títol gratuït; 24 tenien una cambra, 64 en tenien dues, 96 en tenien tres, 270 en tenien quatre i 844 en tenien cinc o més. 1.192 habitatges disposaven pel capbaix d'una plaça de pàrquing. A 578 habitatges hi havia un automòbil i a 677 n'hi havia dos o més.

### Piràmide de població
La piràmide de població per edats i sexe el 2009 era:
| Homes | Edats   | Dones |
| ----- | ------- | ----- |
| 0     | 95 o +  | 4     |
| 4     | 90 a 94 | 8     |
| 0     | 85 a 89 | 4     |
| 16    | 80 a 84 | 16    |
| 0     | 75 a 79 | 12    |
| 32    | 70 a 74 | 28    |
| 40    | 65 a 69 | 52    |
| 84    | 60 a 64 | 72    |
| 104   | 55 a 59 | 80    |
| 180   | 50 a 54 | 200   |
| 156   | 45 a 49 | 156   |
| 96    | 40 a 44 | 112   |
| 100   | 35 a 39 | 72    |
| 112   | 30 a 34 | 100   |
| 88    | 25 a 29 | 64    |
| 120   | 20 a 24 | 120   |
| 100   | 15 a 19 | 96    |
| 116   | 10 a 14 | 68    |
| 100   | 5 a 9   | 96    |
| 56    | 0 a 4   | 72    |

## Economia
El 2007 la població en edat de treballar era de 2.764 persones, 2.107 eren actives i 657 eren inactives. De les 2.107 persones actives 2.020 estaven ocupades (1.177 homes i 843 dones) i 87 estaven aturades (40 homes i 47 dones). De les 657 persones inactives 249 estaven jubilades, 257 estaven estudiant i 151 estaven classificades com a «altres inactius».

### Ingressos
El 2009 a Le Plessis-Pâté hi havia 1.304 unitats fiscals que integraven 3.663,5 persones, la mediana anual d'ingressos fiscals per persona era de 26.322 €.

### Activitats econòmiques
Dels 166 establiments que hi havia el 2007, 1 era d'una empresa alimentària, 4 d'empreses de fabricació de material elèctric, 14 d'empreses de fabricació d'altres productes industrials, 20 d'empreses de construcció, 32 d'empreses de comerç i reparació d'automòbils, 16 d'empreses de transport, 5 d'empreses d'hostatgeria i restauració, 6 d'empreses d'informació i comunicació, 9 d'empreses financeres, 8 d'empreses immobiliàries, 30 d'empreses de serveis, 16 d'entitats de l'administració pública i 5 d'empreses classificades com a «altres activitats de serveis».
Dels 28 establiments de servei als particulars que hi havia el 2009, 4 eren tallers de reparació d'automòbils i de material agrícola, 1 taller d'inspecció tècnica de vehicles, 5 paletes, 2 guixaires pintors, 1 fusteria, 2 lampisteries, 6 electricistes, 2 perruqueries, 1 restaurant, 3 agències immobiliàries i 1 saló de bellesa.
Dels 4 establiments comercials que hi havia el 2009, 1 era un hipermercat, 1 una gran superfície de material de bricolatge, 1 una botiga de menys de 120 m² i 1 una botiga d'electrodomèstics.
L'any 2000 a Le Plessis-Pâté hi havia 5 explotacions agrícoles.

## Equipaments sanitaris i escolars
L'únic equipament sanitari que hi havia el 2009 era una farmàcia.
El 2009 hi havia 1 escola maternal i 1 escola elemental.

## Poblacions properes
El següent diagrama mostra les poblacions més properes.